# ラグナ・ユニオン・コットンファーマーズ
ラグナ・ユニオン・コットンファーマーズ (英語: Laguna Union Cotton Farmers、アルゴドネロス・デル・ウニオン・ラグーナ (スペイン語: Algodoneros del Unión Laguna) は、メキシコ合衆国コアウイラ州トレオンに本拠地を置くリーガ・メヒカーナ・デ・ベイスボルのプロ野球チームである。
本拠地球場はエスタディオ・レボルシオン。マイナーリーグAAAクラスを与えられている。
1937年にリーガ・メヒカーナ・デ・ベイスボルのチームとなった。最後のリーグ優勝は1950年であり、60年以上も優勝から遠ざかっている。
2018年より、ラグナ・ユニオン・コットンファーマーズとなる。